# Enrique Alfaro
Enrique Alfaro Rojas (né le 11 décembre 1974 à Mexico au Mexique) est un joueur de football international mexicain, qui évoluait au poste de milieu de terrain.

## Biographie

### Carrière en sélection
Avec l'équipe du Mexique, il joue 20 matchs (pour 2 buts inscrits) entre 1996 et 1998. 
Il figure dans le groupe des sélectionnés lors de la Gold Cup de 1998 remportée par son équipe.
Il participe également aux JO de 1996. Lors du tournoi olympique organisé aux États-Unis, il joue 4 matchs et atteint les quarts de finale.
Il joue enfin 5 matchs comptant pour les tours préliminaires de la coupe du monde 1998.

## Palmarès
| Deportivo Toluca - Championnat du Mexique (3) : - Champion : 1998 (Verano), 1999 (Verano) et 2000 (Verano). |  | Mexique - Gold Cup (1) : - Vainqueur : 1998. |